# سردشت كالوس (سررود الجنوبي)
سردشت کالوس (بالفارسية: سردشت کالوس) هي قرية تقع في إيران في قسم سررود الجنوبي الريفي. يقدر عدد سكانها بـ 49 نسمة بحسب إحصاء 2016.